# Ulica Foksal w Warszawie

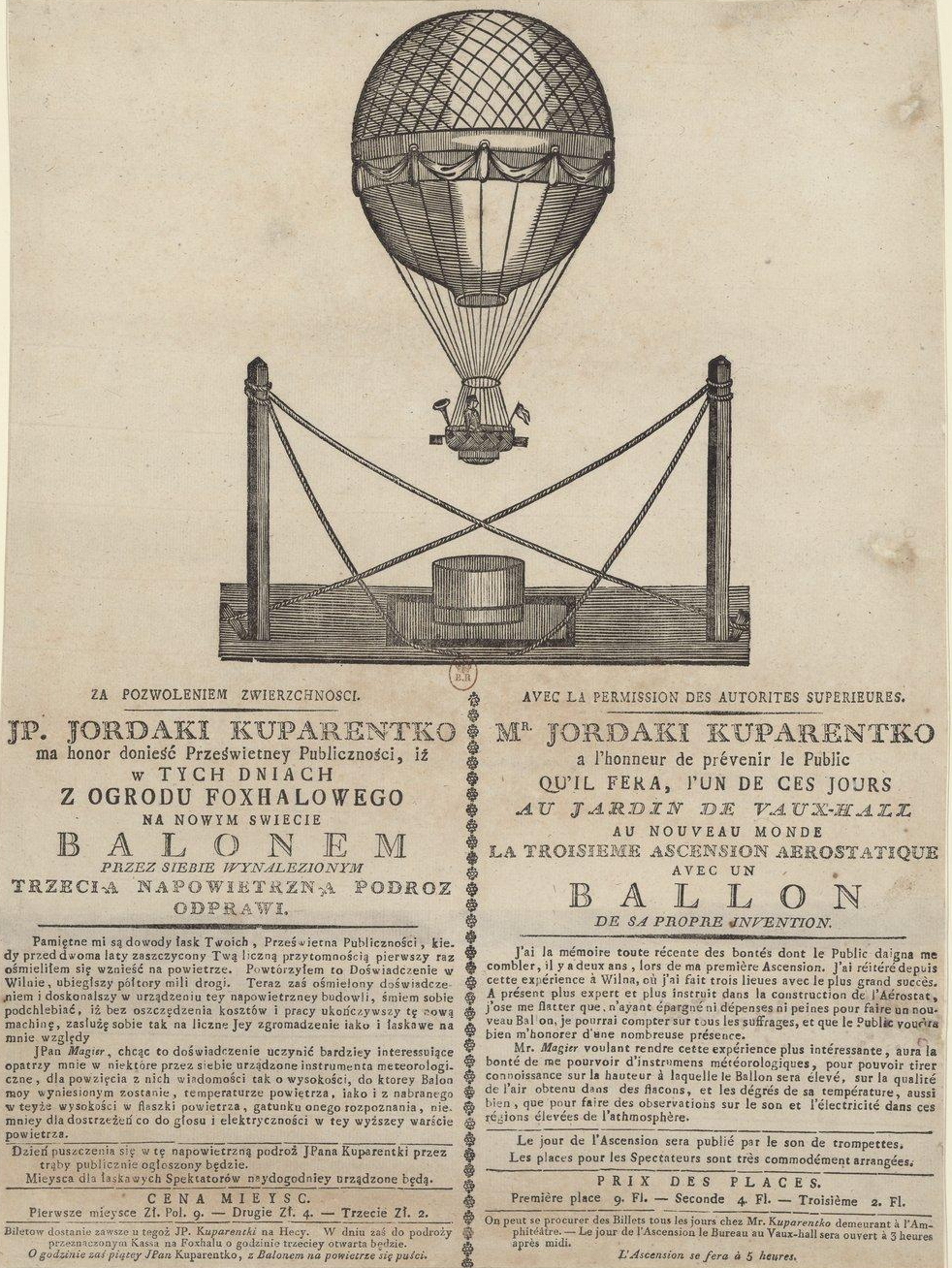
Afisz z 1808 roku reklamujący lot balonowy Jordakiego Kuparentki z ulicy Foksal w Warszawie.

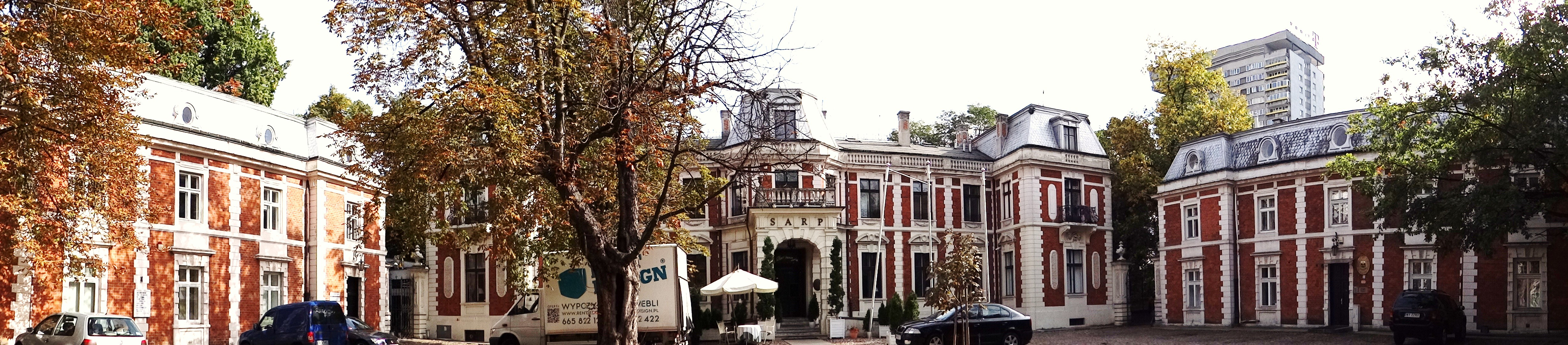
Pałac Konstantego Zamoyskiego – ul. Foksal 1/2/4

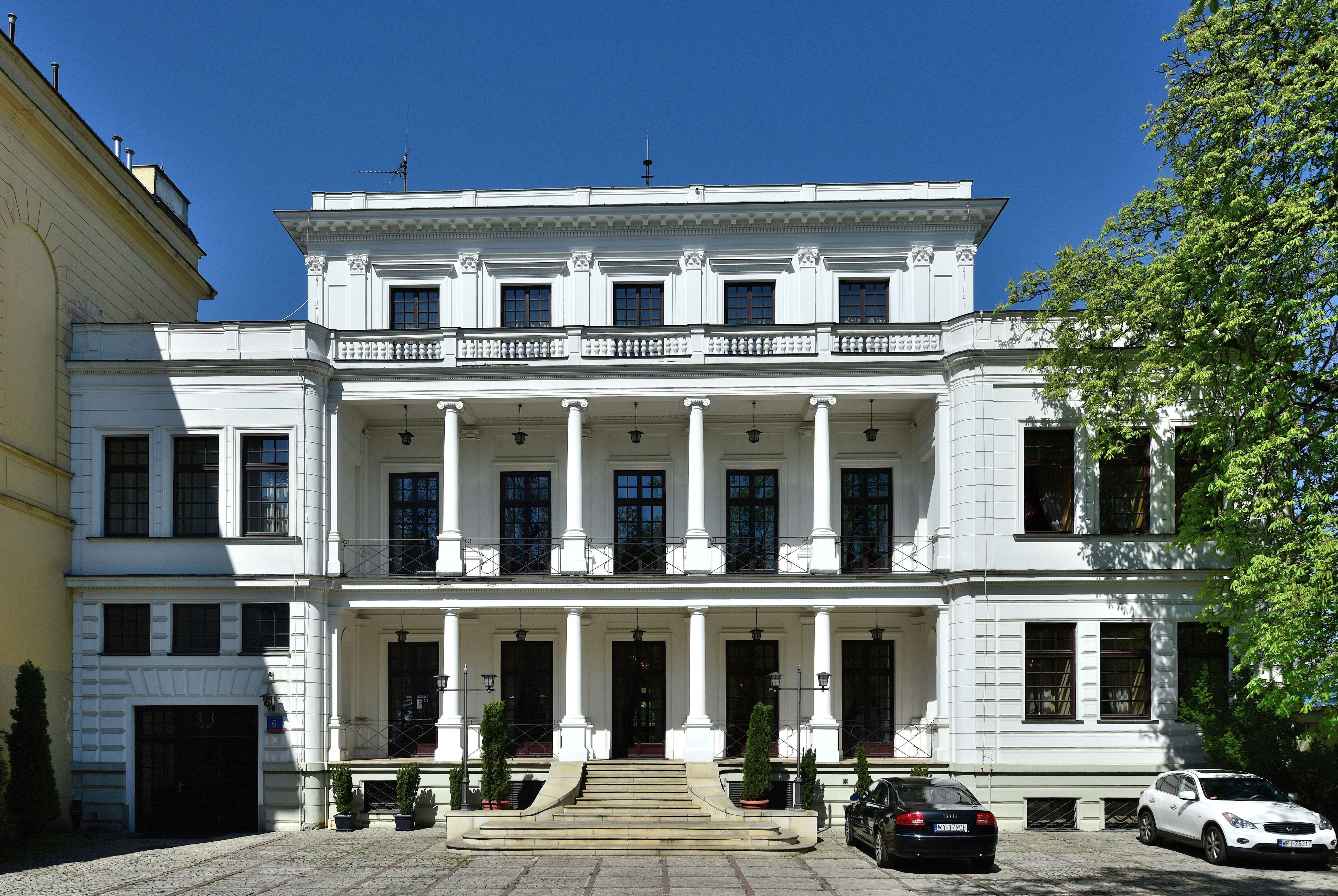
Pałac Przeździeckich – ul. Foksal 6

Ulica Foksal – ulica w dzielnicy Śródmieście w Warszawie.

## Nazwa
Obecna nazwa ulicy Foksal to spolszczona nazwa angielska Vauxhall w Londynie. Był to ogród spacerowy – miejsce zabaw publicznych założone w 1772 przez bankiera Fryderyka Kabryta. Dawna aleja ogrodowa została przekształcona w ulicę, która odziedziczyła nazwę ogrodu.
17 czerwca 1934 roku nazwę ulicy zmieniono na Pierackiego, dla upamiętnienia ministra spraw wewnętrznych Bronisława Pierackiego, który dwa dni wcześniej zginął tam w zamachu ukraińskich nacjonalistów (przed warszawskim Klubem Towarzyskim pod nr 3).
W okresie okupacji niemieckiej ulicy nadano nowe nazwy: polską Foksal i niemiecką Foksalstrasse. W latach 1946–1950, dla upamiętnienia ochotniczych grup młodzieży pracujących przy odgruzowywaniu pobliskiego Nowego Światu, ulica nosiła nazwę Jugosłowiańskiej Brygady Pracy. Zwyczajowo była nazywana ulicą Młodzieży Jugosłowiańskiej. Jugosłowianie byli najaktywniejszą i najliczniejszą grupą młodzieży zagranicznej uczestniczącej w odgruzowywaniu zniszczonego miasta.
W 1951 roku przywrócono ulicy nazwę Foksal. Powodem był konflikt Kominformu z Jugosławią.

## Historia
Tereny zajmowane dzisiaj przez ulicę Foksal należały w XVIII wieku do dóbr rodziny Czapskich, znajdowała się tu podmiejska rezydencja, sąsiadując z zabudowaniami jurydyki Bożydar-Kałęczyn. W 1746 roku Walenty A. Czapski sprzedał rezydencję Marii Annie Brühlowej, która na nowo urządziła tu ogród. Po jej śmierci zainteresowani byli posiadłością m.in. Ignacy Krasicki, choć ostatecznie właścicielem został bankier Fryderyk Kabryt. Zaprosił on do spółki dworzanina króla Stanisława Augusta Poniatowskiego Franciszka Ryxa, znanego w tym czasie z organizacji licznych widowisk.
W 1776 roku urządzono w tutejszych ogrodach miejsce rozrywki dla zamożnych mieszkańców Warszawy, nadając mu angielską nazwę „Vauxhall”, będącą określeniem istniejącego ogrodu w Londynie, w dzielnicy o tej samej nazwie. Otwarcie nastąpiło 15 maja tego roku – ogród czynny był w czwartki i niedziele, w 4 pawilonach symbolizujących pory roku znajdowała się gastronomia, jedzenie można było nabyć też w namiotach. Wstęp kosztował 4 złote, 8 zł zaś wstęp do pawilonu, gdzie odbywały się przedstawienia teatralne, koncerty i popisy ekwilibrystyczne. Ogród był iluminowany, szczególnie z okazji balów i redut. Wszystkiemu towarzyszyła muzyka w wykonaniu dobrej orkiestry. 10 maja 1789 Jean-Pierre Blanchard dokonał w tym miejscu jednego z pierwszych w Warszawie lotów balonem. W kolejnych latach na Foksalu przeprowadzano kolejne starty balonów, m.in. w 1806 dokonał tego Jordaki Kuparentko.
W końcu lat 70. XIX wieku Przeździeccy, następni właściciele dóbr, przeprowadzili ich parcelację. Nadany wtedy kształt ulicy, przekształconej z ogrodowej alei,  przetrwał do dzisiaj. W latach 1875–1877 w końcu ulicy wzniesiono pałac Konstantego Zamoyskiego. W 1880 zburzono kamienicę zamykającą wylot alei w kierunku Nowego Światu, a dawny ogród zaczął być zabudowywany.
W latach 1939–1940 pod nr 17 działała kawiarnia Café Bodo.
W czasie powstania warszawskiego przebiegała tu II linia obrony Powiśla, tędy powstańcy wycofywali się do śródmieścia, barykada znajdowała się na wysokości domu nr 11. W budynku przy Foksal 3/5 działał szpital powstańczy.
Ulica i jej zabudowa przetrwała wojnę poza tym bez większych zniszczeń. Doszczętnie zbombardowany został tylko budynek pod numerami 14 i 12.
W okresie PRL w budynku pod nr 10 miał siedzibę Dom Radzieckiej Nauki i Kultury.

## Ważniejsze obiekty
- Pałac Konstantego Zamoyskiego – siedziba Galerii Foksal (nr 1/2/4)
- Pałac Stanisława Wołowskiego – Dom Dziennikarza i siedziba Stowarzyszenia Dziennikarzy Polskich (nr 3/5)
- Pałac Przezdzieckich (nr 6)
- Zbór Warszawa-Centrum Kościoła Adwentystów Dnia Siódmego (nr 8)
- Pałac Marii Przeździeckiej (nr 10)
- Kamienica Metalowców – siedziba Centrum Myśli Jana Pawła II, Fundacja Atelier oraz liceum Stowarzyszenia Kultury i Edukacji (nr 11)[14]
- Kamienica Grzegorza Weinsteina, proj. Artura Spitzbartha (nr 13)[15]
- Kamienica Artura Spitzbartha (nr 15)[16]
- Kamienica hr. Ksawerego Branickiego, proj. Bronisława Brochwicz-Rogoyskiego – siedziba Teatru Sabat (nr 16/18)[17]
- Kamienica Henryka Lewenfisza – siedziba Grupy Wydawniczej Foksal sp. z o.o. (wcześniej Państwowego Instytutu Wydawniczego) (nr 17)[16]
- Kamienica Warszawskiego Towarzystwa Wioślarskiego (nr 19)